# Journal of Chemical Education
Journal of Chemical Education (JCE) – oficjalne czasopismo American Chemical Society (ACS), miesięcznik ukazujący się od roku 1924, wydawany przez Division of Chemical Education, Inc., poświęcony zagadnieniom edukacji w dziedzinie chemii na różnych poziomach kształcenia (IF 2014: 1,106, liczba cytowań w roku 2015: 7338).

## Redakcja
Od roku 2009 redaktorem naczelnym czasopisma jest Norbert J. Pienta (University of Georgia. W skład kolegium redakcyjnego wchodzą:
- Renée S. Cole, University of Iowa,
- Deanna M. Cullen, Whitehall District Schools,
- Cheryl Baldwin Frech, University of Central Oklahoma,
- Arthur Halpern, Indiana State University,
- John M. Risley, University of North Carolina at Charlotte,
- Gregory T. Rushton, Kennesaw State University,
- Marcy H. Towns (Chemical Education Research), Purdue University.

## Tematyka artykułów
W „Journal of Chemical Education” są publikowane recenzowane artykuły ekspertów i inne materiały, które mogą być wykorzystane w dziedzinie edukacji chemicznej. Artykuły dotyczą m.in. zagadnień składu i  chemicznych właściwości chemicznych substancji, przebiegu eksperymentów laboratoryjnych z instrukcjami,  oraz ogólnie rozumianej pedagogiki w zakresie chemii. Prezentowane są również raporty technologiczne z zastosowania konkretnych technologii (z oprogramowaniem ułatwiającym nauczanie). JCE jest adresowany zarówno do czytelników zainteresowanych metodami nauczania chemii, jak i do uczących się (na poziomie gimnazjalnym i wyższym) lub korzystających z wiedzy chemicznej w handlu, przemyśle i administracji. Jest również platformą międzynarodowych kontaktów osób zainteresowanych tworzeniem długofalowych programów rozwoju edukacji chemicznej i problemami skutecznej realizacji tych programów; ilustrują to m.in. artykuły zamieszczone w dostępnym online archiwum czasopisma, w tym np. pozycje otwierające wydanie 1 z roku 2014 (vol. 91):
- Norbert J. Pienta (redaktor naczelny JCE, University of Georgia[2]): The Role of Elementary and Secondary Schools and Their Teachers of Chemistry,
- George M. Bodner (Purdue University): Creation of an American Association of Chemistry Teachers.

## Chemical Education Xchange
Division of Chemical Education ACS redaguje dodatkowo Chemical Education Xchange (Chemed X). Jest to projekt uzupełniający JCE, zmierzający do udostępnienia zainteresowanym cyfrowych materiałów edukacyjnych, np. wyróżniane pliki wideo i odsyłacze do interesujących materiałów w Internecie. Chemed X umożliwia też wymianę pomysłów, treści i komentarzy dotyczących tego obszaru edukacji